# Arthur Phillip
Arthur Phillip (London, 1738. október 11. –  Bath, 1814. augusztus 31.) brit admirális, Új-Dél-Wales, az Ausztrálián létesített első európai gyarmat legelső kormányzója 1788 és 1795 között, Sydney városának megalapítója. Harcolt a hétéves háborúban és az amerikai függetlenségi háborúban.

## Fiatalkora és tengerészeti karrierje
1738-ban született Londonban. Apja, Jacob Phillip frankfurti születésű nyelvtanár volt, anyja Elizabeth Breach, aki előző férje, a nemesi származású Herbert kapitány halála után házasodott újra. A tengerészeti tradíciókat ápoló greenwichi Királyi Kórháziskolában (angolul: Royal Hospital School) tanult, majd 13 éves korában tanoncnak jelentkezett a kereskedelmi flottához.
15 éves korában, 1753-ban csatlakozott a Brit Királyi Haditengerészethez. A nemsokára kitörő hétéves háborúban a Földközi-tengeren szolgált és részt vett az 1756-os menorcai csatában. 1762-ben hadnaggyá léptették elő, ám a háború befejeződése után csupán fizetése felét kapta meg. Ebben az időszakban házasodott meg és kezdett gazdálkodni Lyndhurstben. 1774-ben csatlakozott a portugál flottához a spanyolok elleni rövid háborúban. Ezalatt a Nossa Senhora do Pilar portugál fregattot parancsnokolta.
1778-ban az amerikai függetlenségi háború miatt visszahívták az aktív szolgálatba és egy évvel később az HMS Basilisk parancsnoka lett. 1781-ben léptették elő kapitánnyá, és az Europa parancsnoklásával bízták meg. 1784-től azonban ismételten csak fizetése felét kapta meg.

## Új-Dél-Wales kormányzójaként
1786 októberében a Sirius kapitánya lett és Lord Sydney belügyminiszter kinevezte a tervezett büntetőkolónia, Új-Dél-Wales kormányzójának. Az Ausztráliába indított hajóút nyolc hónapig tartott, amely sok nehézséget tartogatott. Phillip a kolónia létrehozásához szükséges minden szükséges dolgot magával vitt, mivel nem tudta, mit fog ott találni. A pénzügyi keret szűkössége miatt azon ötletét, hogy képzett földműveseket, építőket és kézműveseket is vigyenek magukkal, elutasították. Magukkal vittek még 772 elítéltet, akik nagy része kisstílű tolvaj volt, közülük 732-en élték túl az utat. Az expedícióval tartott még egy csapat tengerészgyalogos és tiszt, aki a rend fenntartásáért és a gyarmat igazgatásáért feleltek.

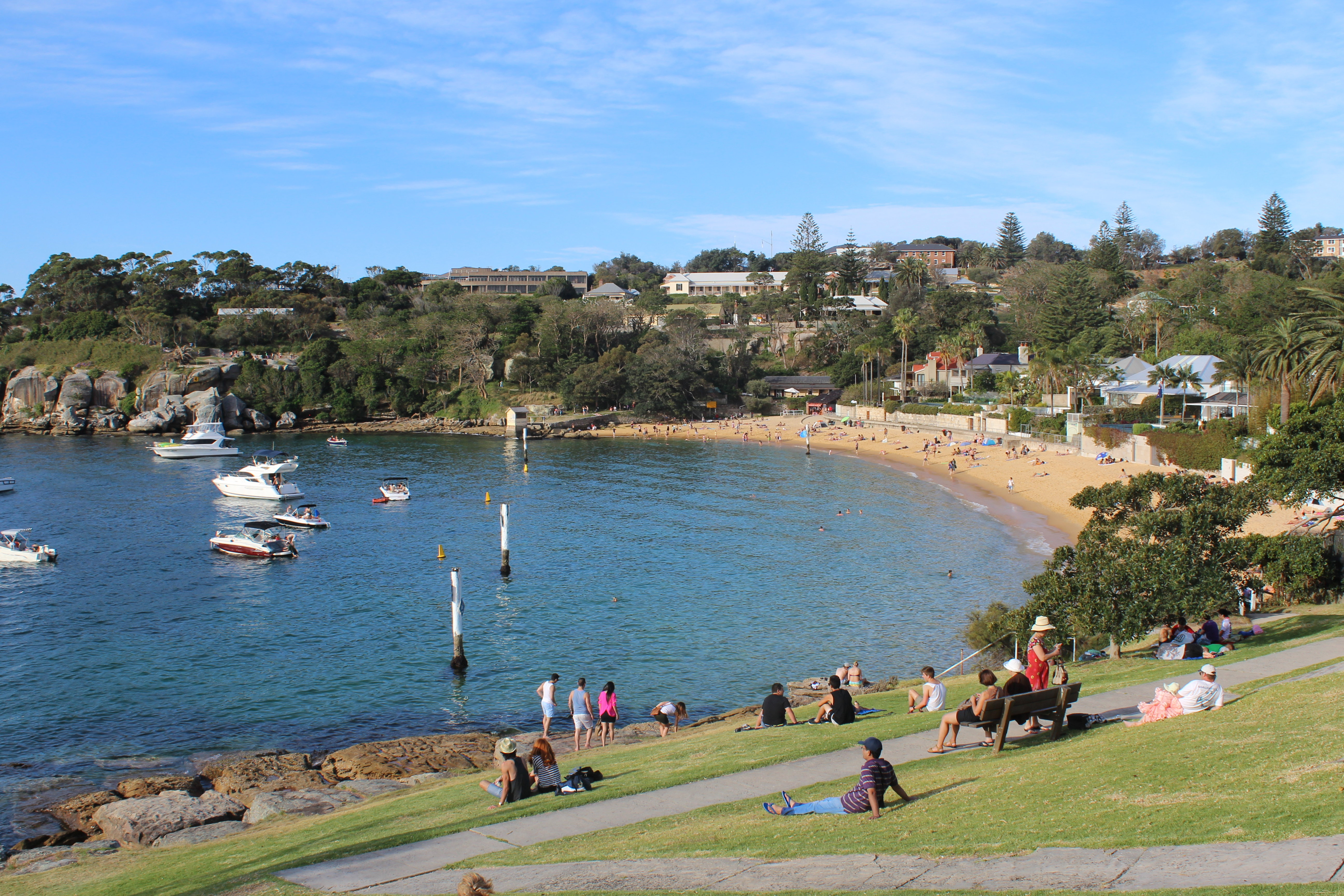
Camp Cove, Port Jacksontól 3 km-re keletre, ahol Phillip leszállt, miközben települési területet keresett.

Az első flotta 1787. május 13-án bontott vitorlát és 1788 januárjának elején érték el Ausztráliát. Itt végül a mai Sydney területén kezdte meg a kolónia kiépítését, amelyet a belügyminiszter után nevezett el. Február 15-én Philip Gidley King hadnagy vezetésével 8 embert és több elítéltet küldött ki, hogy vegyék birtokba a Norfolk-szigetet, hogy így akadályozza meg annak francia kézre kerülését, és, hogy további élelmiszerforrásokat teremtsen a gyarmat számára. Az új gyarmat első napjai igen kaotikusak és nehezek voltak: a szűkös készletek miatt az élelemellátás megteremtése kulcsfontosságú volt, ám a Sydney környéki földek szegények voltak, a klíma ismeretlen, az elítélteknek pedig csak kis része értett a földműveléshez. Kevés eszköz állt rendelkezésre, és az elítéltek vonakodtak földet művelni. A tengerészgyalogosok maguk is fegyelmezetlenek voltak, így nem törődtek sokat a foglyok fegyelmezésével, ezért Phillip az elítéltek közül nevezett ki felügyelőket, hogy így bírja a többieket munkára.

## A gyarmat stabilizálása
1790-re a gyarmat helyzete megszilárdulni látszott. Annak 2000 lakosa megfelelő lakásokban élt és zavartalan volt az élelmiszerellátás. Phillip egy elítéltet, James Ruse-t bízott meg azzal, hogy a mai Parramatta területén kezdjen földművelésbe, és mikor sikerrel járt, ő lett az első olyan, aki földtámogatást kapott, így több más elítélt is követte példáját. A Sirius márciusban a Norfolk-szigetnél hajótörést szenvedett, így Phillip nagyon fontos ellátmányt veszített el. Júniusban érkezett meg a második flotta, több száz elítélttel a fedélzetén, akiknek a legnagyobb része azonban túl beteg volt ahhoz, hogy dolgozzon.
Decemberben készen állt, hogy visszatérjen Angliába, azonban a kormányzat nem adott utasításokat neki, így folytatta megkezdett munkáját. 1791-ben a harmadik flotta 2000 új elítéltet hozott, aminek következtében ismét élelmiszerhiány állt be, így Phillip Kalkuttába küldött egy hajót utánpótlásért. 1792-re a gyarmat stabilizálódott, ám Sydney továbbra is fakunyhók és sátrak rendezetlen összevisszasága volt. A településen bálnavadászatba kezdtek, és az elítéltek a büntetési idejük lejárta után földművelésbe kezdtek, a kereskedők pedig egyre gyakrabban látogatták a gyarmatot. John Macarthur és más tisztek juhokat importáltak, és azok gyapjúját használták fel. Azonban továbbra is hiány volt képzett szakemberekből, és az elítéltek továbbra is igyekeztek a lehető legkevesebbet dolgozni.
1792 végére Phillip egészsége megromlott a hiányos táplálkozás miatt, és végül megkapta az engedélyt a hazatérésre. December 11-én indult haza, és magával vitt két őslakost is, akik közül az egyik a szokatlan időjárás miatt nem élte túl az utat. Hazautazásakor a gyarmat lakossága 4221 fő volt, akik közül 3099 volt elítélt. Londonba 1793 májusában ért, és visszavonult a további szolgálattól. A kormány évi 500 font sterling nyugdíjban részesítette.

## A kormányzóság után
Felesége, Margaret 1792-ben halt meg. Phillip 1794-ben összeházasodott Isabella Whiteheaddel és egy ideig Bathban élt. 1796-ban, mikor egészségi állapota javult, visszatért a tengerre és parancsnokként részt vett a franciák elleni háborúban. 1799-ben ellentengernaggyá léptették elő. 1805-ben, 67 éves korában admirálisként szerelt le és élete hátralévő részét Bathban élte le. Levelezést folytatott az általa létrehozott gyarmaton élő barátaival, és lobbizott a gyarmat érdekeiért a kormányzati körökben. 1814-ben halt meg Bathban.

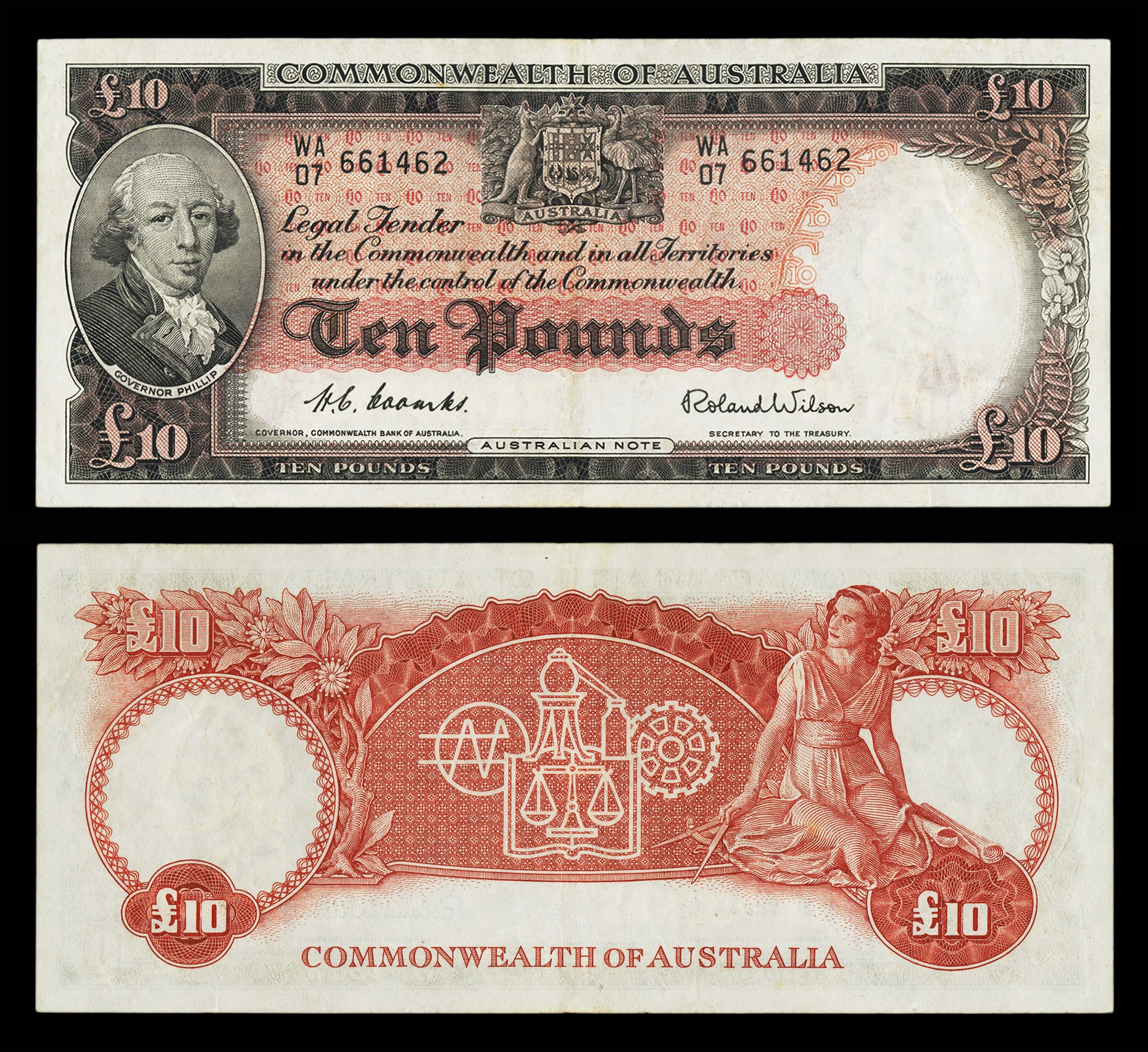
1954 és 1966 között Arthur Phillip portréja szerepelt az ausztrál font utolsó 10 fontos címletén. A bankjegy valós mérete: 181 x 79 mm.

## Magyarul
- Ausztrália honalapítói; ford., bev. Halász Gyula; Franklin, Bp., 1928 (Világjárók. Utazások és kalandok)

## Fordítás
- Ez a szócikk részben vagy egészben  az   Arthur Phillip című angol Wikipédia-szócikk ezen változatának fordításán alapul.  Az eredeti cikk szerkesztőit annak laptörténete sorolja fel. Ez a jelzés csupán a megfogalmazás eredetét és a szerzői jogokat jelzi, nem szolgál a cikkben szereplő információk forrásmegjelöléseként.